# Pavel Antipov
Pavel Valerievitch Antipov (en russe : Павел Валерьевич Антипов), né le 19 septembre 1991, à Kazan, en Russie, est un joueur russe de basket-ball. Il évolue au poste d'ailier.

## Palmarès
- Vainqueur de l'Universiade 2013
- 3e de l'Universiade 2015

- Coupe de Russie (1) :
  - Vainqueur: 2018.